# Schnellzug des Intercity-Ergänzungssystems

DC-Logo

Der Schnellzug des Intercity-Ergänzungssystems, offiziell abgekürzt DC, umgangssprachlich auch DC-Zug, City-D-Zug, D-City-Zug oder D-City, war eine von 1973 bis 1978 bestehende Zuggattung der Deutschen Bundesbahn (DB). Sie stand hierarchisch über dem gewöhnlichen Schnellzug und unter dem Intercity. Aus deren Abkürzungen D und IC ergab sich auch das Kürzel DC. Tariflich war der DC dem Schnellzug, und später auch dem Messe-Schnellzug (M), gleichgestellt. Somit musste zu Fahrkarten bis 50 Kilometern sowie zu Streckenzeitkarten der Schnellzug-Zuschlag entrichtet werden. In Abgrenzung zu den damals vier Linien des eigentlichen Intercity-Systems, dem sogenannten Intercity-A-Netz, IC-A-Netz oder Intercity-Hauptsystem, in das auch die Trans-Europ-Express-Züge (TEE) integriert waren, wurde das DC-System auch als Intercity-B-Netz, IC-B-Netz, Intercity-Ergänzungssystem oder Intercity-Ergänzungsnetz bezeichnet.

## Geschichte

### Einführung

Kopf des Faltblatts Ihr Zug-Begleiter aus dem Jahr 1974

Der Schnellzug des Intercity-Ergänzungssystems wurde mit Beginn des Sommerfahrplans am 3. Juni 1973 – und damit nur zwei Jahre nach dem Intercity – eingeführt. Er sollte vor allem Wirtschaftszentren, die nicht an das IC-Netz angeschlossen waren, aber ein nicht unerhebliches Reisendenaufkommen aufwiesen, mit diesem verbinden. Es existierten anfangs 16 Linien, darunter acht im sogenannten Ergänzungsnetz und weitere acht im sogenannten Anschlussnetz. Bei letzteren handelte es sich meist um schon zuvor verkehrende Schnellzüge, häufiger aber Eilzüge (E), die lediglich eine neue Zuggattung zugewiesen bekamen. Nur in seltenen Fällen wurden tatsächlich neue Zugläufe eingelegt. Ein wesentlicher Unterschied zum gewöhnlichen Schnellzug war, dass der DC – analog zum IC – weder Gepäckwagen mitführte noch Expressgut beförderte. Die DC-Kennfarbe im Faltblatt Ihr Zug-Begleiter war Orange.
Während das IC-Netz von 1971 nur 48 Städte abdeckte, bedienten IC und DC zusammen fortan 121 Städte, das heißt durch den DC wurden 73 Städte an das Intercity-A-Netz angeschlossen. Die fünf sogenannten Linienverknüpfungsbahnhöfe zwischen IC- und DC-Netz waren Hannover Hbf, Dortmund Hbf, Köln Hbf, Würzburg Hbf und Mannheim Hbf. Die Zugpaare des Ergänzungsnetzes trugen, zusätzlich zur dreistelligen DC-Zugnummer im Nummernkreis 9xx, individuelle Namen, die einen Bezug zur bedienten Region hatten und stets mit -land endeten. Sie verkehrten wie folgt:
| Linie | Zugläufe Süd–Nord | Zugläufe Nord–Süd |
| ----- | --- | --- |
| 11    | DC 910 Emsland Frankfurt (M) – Emden DC 912 Ostfriesland Frankfurt (M) – Emden DC 914 Münsterland Frankfurt (M) – Emden DC 918 Westfalenland Frankfurt (M) – Bielefeld   | DC 913 Münsterland Emden – Frankfurt (M) DC 915 Emsland Emden – Frankfurt (M) DC 917 Ostfriesland Emden – Frankfurt (M) DC 919 Westfalenland Bielefeld – Frankfurt (M)                                                                                |
| 12    | DC 970 Taunusland Stuttgart – Kassel DC 972 Hessenland Mannheim – Kassel DC 974 Ederland Frankfurt (M) – Kassel                                                          | DC 971 Hessenland Kassel – Mannheim DC 973 Ederland Kassel – Frankfurt (M) DC 975 Taunusland Kassel – Stuttgart |
| 13    | DC 930 Eggeland Kassel – Mönchengladbach DC 932 Diemelland Bebra – Dortmund DC 934 Lippeland Bebra – Dortmund                                                            | DC 931 Diemelland Dortmund – Bebra DC 933 Eggeland Mönchengladbach – Bebra DC 935 Lippeland Duisburg – Kassel |
| 14    | DC 940 Siegerland Kassel – Köln DC 942 Werraland Göttingen – Köln DC 944 Schwälmlerland Göttingen – Köln                                                                 | DC 941 Schwälmlerland Köln – Göttingen DC 943 Siegerland Köln – Göttingen DC 945 Werraland Köln – Göttingen |
| 15    | DC 900 Rheinland Saarbrücken – Dortmund DC 902 Saarland Saarbrücken – Koblenz DC 904 Moselland Saarbrücken – Koblenz                                                     | DC 901 Moselland Koblenz – Saarbrücken DC 903 Saarland Koblenz – Saarbrücken DC 905 Rheinland Düsseldorf – Saarbrücken |
| 16    | DC 950 Pfälzerland Nürnberg – Saarbrücken DC 952 Hohenloherland Nürnberg – Saarbrücken DC 954 Frankenland Nürnberg – Saarbrücken                                         | DC 951 Frankenland Saarbrücken – Nürnberg DC 953 Hohenloherland Mannheim – Nürnberg DC 955 Pfälzerland Saarbrücken – Nürnberg |
| 17    | DC 960 Donauland Regensburg – Aalen – Karlsruhe DC 962 Schwabenland Nürnberg – Aalen – Karlsruhe DC 964 Luginsland Nürnberg – Aalen – Karlsruhe                          | DC 961 Luginsland Stuttgart – Backnang – Nürnberg mit Kurswagen Stuttgart – Nürnberg – Berlin DC 963 Badenerland Karlsruhe – Stuttgart DC 965 Schwabenland Karlsruhe – Aalen – Nürnberg DC 967 Donauland Karlsruhe – Aalen – Regensburg               |
| 18    | DC 990 Tauberland Stuttgart – Würzburg DC 992 Mainland Stuttgart – Würzburg – Hof DC 996 Neckarland Stuttgart – Würzburg DC 998 Saaleland Stuttgart – Würzburg – Bamberg | DC 991 Tauberland Würzburg – Stuttgart DC 993 Saaleland Hof – Würzburg DC 995 Neckarland Würzburg – Stuttgart DC 997 Mainland Hof – Würzburg DC 999 Heilbronnerland Bamberg – Würzburg – Stuttgart mit Kurswagen Hof – Bamberg – Würzburg – Wiesbaden |

Das DC-Netz des Jahres 1973, rot die Ergänzungsstrecken und blau die Anschlussstrecken

Auf den Ergänzungslinien verkehrten somit jeweils drei Zugpaare, lediglich auf der Linie 11 gab es ein viertes. Dabei handelte es sich um durchweg neu eingerichtete Verbindungen. Die einzelnen Zugpaare bedienten jedoch nicht zwingend den gesamten Laufweg einer Linie. Auf Teilabschnitten waren mitunter nur einzelne DC-Züge unterwegs.

Abfahrtsplan im Bahnhof Wetzlar, 1977: Der Eilzug 2071 von Westerland (Sylt) nach Luxembourg war zwischen Göttingen und Kassel Hbf dem DC-Anschlussnetz zugeordnet und trägt deshalb den Gruppennamen der DC-Linie 21, auf der selbst nie DC-Züge angeboten wurden

Den Zügen des Anschlussnetzes war der Nummernkreis 8xx zugewiesen, statt Individualnamen trugen sie Gruppennamen mit der Endung -City, die zugleich als Liniennamen dienten. Diese lauteten:
| Linie | Gruppenname    | Zugläufe Süd–Nord | Zugläufe Nord–Süd |
| ----- | -------------- | --- | --- |
| 21    | Kurhessen-City | Bebra – Kassel, keine DC-Züge                                                                                           | Kassel – Bebra, keine DC-Züge                                                                                                  |
| 22    | Kurhessen-City | Kassel – Göttingen, keine DC-Züge                                                                                       | Göttingen – Kassel, keine DC-Züge                                                                                              |
| 23    | Förde-City     | DC 824 Hamburg – Kiel DC 826 Hamburg – Kiel DC 828 Hamburg – Kiel                                                       | DC 825 Kiel – Hamburg DC 827 Kiel – Hamburg DC 829 Kiel – Hamburg                                                              |
| 24    | Hansa-City     | DC 888 Hamburg – Lübeck DC 928 Hamburg – Lübeck                                                                         | DC 887 Lübeck – Hamburg DC 921 Lübeck – Hamburg                                                                                |
| 25    | Weser-City     | DC 834 Bremen – Bremerhaven-Lehe DC 884 Bremen – Bremerhaven-Lehe DC 892 (Hannover –) Bremen – Bremerhaven (– Cuxhaven) | DC 833 Bremerhaven-Lehe – Bremen DC 835 Bremerhaven-Lehe – Bremen DC 897 (Cuxhaven –) Bremerhaven – Bremen                     |
| 26    | Oldenburg-City | DC 874 Bremen – Oldenburg (– Wilhelmshaven) DC 880 Bremen – Oldenburg DC 894 Bremen – Oldenburg                         | DC 815 (Wilhelmshaven –) Oldenburg – Bremen DC 819 (Wilhelmshaven –) Oldenburg – Bremen DC 891 Oldenburg – Bremen (– Hannover) |
| 27    | Welfen-City    | DC 842 (Helmstedt –) Braunschweig – Hannover DC 846 Braunschweig – Hannover                                             | DC 845 Hannover – Braunschweig (– Helmstedt)                                                                                   |
| 28    | Donau-City     | Regensburg – Nürnberg, keine DC-Züge                                                                                    | DC 869 Nürnberg – Regensburg                                                                                                   |

Somit hatten die Ergänzungslinien ihren Schwerpunkt in der Mitte und im Südwesten Deutschlands, während sich die Anschlusslinien fast ausschließlich auf die Hauptstrecken Norddeutschlands konzentrierten. Dagegen profitierten die Regionen im Süden mit der bayerischen Landeshauptstadt München überhaupt nicht vom DC. Der wirtschaftliche Erfolg der Zuggattung blieb jedoch aus, da die Fahrzeiten auf die, im Zwei-Stunden-Takt verkehrenden, IC-Züge ausgerichtet waren. Diese führten damals aber nur die erste Wagenklasse, womit sich Reisende der zweiten Klasse von den Anschlusszügen abgehängt sahen. Auch fehlten Komfort-Angebote wie Speisewagen oder Zugsekretariat, es wurde lediglich ein Minibar-Servierwagendienst angeboten. Die meisten Züge auf den Anschlusslinien fuhren nie als Zuggattung DC, nur der jeweilige Linienname wurde im Kursbuch, auf den Aushangfahrplänen und den Zuglaufschildern angegeben. Dabei kam es vor, dass ein Schnellzug neben seinem eigentlichen Zugnamen, abschnittsweise noch den Namen einer DC-Linie trug.

### Fahrplanwechsel vom 26. Mai 1974
Zum Fahrplanwechsel am 26. Mai 1974 kam schließlich noch die Linie 29 Wiking-City von Hamburg nach Flensburg hinzu, auf der – neben bestehenden Schnell- und Eilzügen – jedoch nur das DC-Zugpaar DC 1938/1939 angeboten wurde. Im Gegenzug verlor die Linie 28 damals, nach nur einem Jahr, ihren einzigen DC-Zug und die Bedienung ging ausschließlich auf andere Zuggattungen über. Einige Züge der Linie 11 wurden bis Norddeich Mole verlängert, auf der Linie 17 erreichte der DC 963 nun ebenfalls Nürnberg und auf der Linie 18 erhielt der DC 998 einen neuen Laufweg von Würzburg über Bamberg nach Hof.

### Fahrplanwechsel vom 1. Juni 1975
Zum Fahrplanwechsel am 1. Juni 1975 verloren die Linien 13 und 16 jeweils zwei ihrer drei DC-Zugpaare. Die Linie 18 erhielt gleichzeitig einen neuen Laufweg von Stuttgart über Singen nach Zürich. Die beiden auf dieser Strecke verkehrenden Zugpaare hießen DC 480/483 Hegauland und DC 481/482 Schweizerland, wobei sie bei den Schweizerischen Bundesbahnen (SBB) als reguläre Schnellzüge liefen. Auf der Linie 17 kam ferner 1975 der neue Zugname Enzland für den DC 962/963 Stuttgart – Karlsruhe und zurück hinzu. Gänzlich neu eingeführt wurden 1975 die Linien 16a Saarpfalz-City von Saarbrücken nach Mannheim und 18a Saale-City / Neckar-City von Hof nach Würzburg beziehungsweise von Würzburg nach Stuttgart. Auf beiden wurden die Zugleistungen allerdings ausschließlich durch bestehende Schnell- und Eilzüge erbracht.

### Fahrplanwechsel vom 30. Mai 1976
Der Fahrplanwechsel am 30. Mai 1976 führte zu weiteren Einschnitten im DC-Netz. So wurde das verbliebene Zugpaar auf der Linie 13 eingestellt, die Linie 15 verlor die Hälfte ihrer Verbindungen. Im Gegenzug wurde auf der Linie 17 das bestehende Zugpaar D 750/751 zwischen Nürnberg und Karlsruhe zum DC aufgewertet. Auf der Linie 11 entfiel zudem der DC 910 und der DC 917 verkehrte fortan nun noch an Sonn- und Feiertagen.

### Fahrplanwechsel vom 22. Mai 1977
Zum Fahrplanwechsel am 22. Mai 1977 wurden auf der Linie 15 wurden noch einmal Zugnummern und -namen getauscht, während auf den Anschlusslinien nur noch die Züge DC 826 und DC 827 verblieben.

### Einstellung des Angebots zum Fahrplanwechsel am 28. Mai 1978
Mit Beginn des Sommerfahrplans am 28. Mai 1978 gab die Deutsche Bundesbahn die Zuggattung DC ganz auf, viele Relationen bestanden aber mit normalen Schnellzügen weiter. Der Oldenburg-City und der Weser-City wurden 1985 unter ihren alten Namen als neue Linie 4a in das IC-Netz integriert. Andere Verbindungen wurden ab 1988 als Interregio-Linien (IR) angeboten, so etwa Emden–Münster–Hagen–Gießen–Frankfurt (Main).

## Fahrzeuge
Das Wagenmaterial der DC-Züge, im Ergänzungsnetz in der Regel nicht-klimatisierte Abteilwagen der Bauarten Am203, Bm232 und Bm234, im Anschlussnetz jedoch auch Fahrzeuge des Bezirksverkehrs, beispielsweise Triebwagen der Baureihe 430 oder n-Wagen („Silberlinge“), entsprach nur dem allgemeinen Schnellzug-Standard. Eine eigens eingeleitete Entwicklung von besonders komfortablen, klimatisierten Wagen wurde, bis auf die beiden LHB-Prototypen Bvmz237 und ABwümz227, zugunsten der Gemeinschaftsbestellung der Eurofima-Wagen durch sechs europäische Länder nicht weiter verfolgt. Allerdings fuhren manche DC-Züge mit Wagen in der damals modernen Pop-Lackierung, wobei einige farbrein gebildet werden konnten. Einen gewissen Bekanntheitsgrad erreichte der DC Emsland, der nördlich von Rheine bis 1975 teilweise noch von Dampflokomotiven der Baureihe 012 gezogen wurde.